# محسن بلال
محسن بلال (مواليد 1944) هو جراح سوري وسفير وسياسي بعثي. ولد بلال عام 1944 في عائلة علوية هامة من برغالية، في محافظة طرطوس. درس الطب في جامعة بادوا وتخرج في عام 1970. في عام 1976، تخصص في الجراحة في إيطاليا. ثم حصل على الدكتوراه في الطب والجراحة من جامعة بنسلفانيا مع تخصص في زراعة الكبد.

## المهنة
بعد التخرج، أصبح بلال رئيس قسم الجراحة في مستشفى الأسد الجامعي. كان أستاذًا للجراحة في كلية الطب بجامعة دمشق من 1977 إلى 2001.
بدأت حياته السياسية في عام 1977 عندما تم انتخابه في مجلس الشعب. في عام 1981، عين رئيسا للجنة الشؤون العربية والخارجية، وهو المنصب الذي شغله حتى عام 1985. قاد الوفد السوري إلى مؤتمر السلام العالمي في براغ عام 1982. في عام 2001 أصبح سفيرا لسوريا في اسبانيا وشغل هذا المنصب حتى عين وزيرا للإعلام في مجلس الوزراء برئاسة رئيس الوزراء آنذاك محمد ناجي عطري في فبراير 2006. وحل محل مهدي دخل الله كوزير إعلام. عندما كان بلال في منصبه، كان متحدثًا باسم الحكومة السورية خلال الحرب بين إسرائيل وحزب الله في عام 2006. انتهت ولاية بلال في أبريل 2011 عندما تم استبداله بعدنان محمود.

## وصلات خارجية
"جريدة الثورة السورية"

1. ↑  صحيفة الثورة نسخة محفوظة 22 مايو 2012 على موقع واي باك مشين.